# L'Aigle
L'Aigle (tot 1961 Laigle) is een gemeente in het Franse departement Orne in de regio Normandië. De gemeente telde 7.771 inwoners op 1 januari 2022. De plaats maakt deel uit van het arrondissement Mortagne-au-Perche.

## Geschiedenis

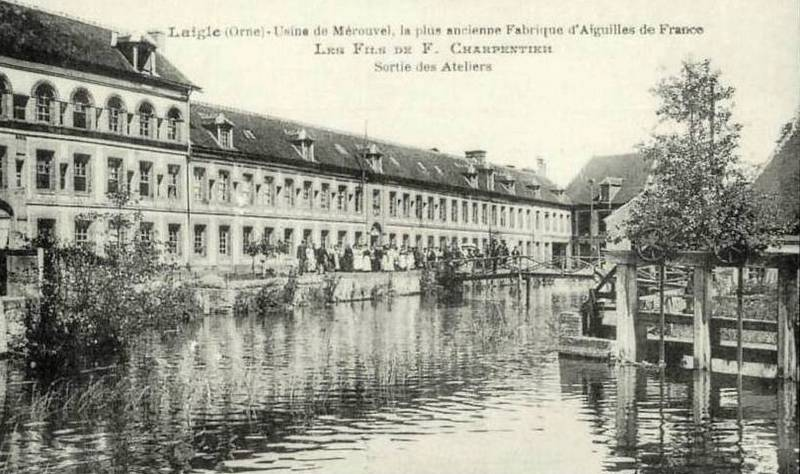
Naaldenfabriek in L'Aigle

Rond 1010 bouwde Fulbert van Beina een versterkte burcht bij de Risle en werd de eerste baron van L'Aigle. Rond de burcht ontstond een plaats die op haar beurt ook ommuurd werd. L'Aigle werd tijdens de Honderdjarige Oorlog ingenomen door de Engelsen. Zij lieten het kasteel afbreken.
L'Aigle werd vanaf de 15e eeuw bekend om haar metaalnijverheid, vooral voor de fabricage van spelden. Vanaf 1690 liet baron Louis des Acres een nieuw kasteel bouwen. Honderd jaar later, in 1792, werd dit kasteel openbaar verkocht en de laatste baron van L'Aigle stierf onder de guillotine in Alençon. In de 19e eeuw bloeide de metaalnijverheid. Ongeveer 6.000 mensen werkten in de fabrieken van L'Aigle waar spelden en naalden werden gemaakt. 
Op 7 juni 1944 vielen 150 doden door een geallieerd luchtbombardement op de stad.

## Geografie
De oppervlakte van L'Aigle bedroeg op 1 januari 2022 18,02 vierkante kilometer; de bevolkingsdichtheid was toen 431,2 inwoners per km². De Risle stroomt door de gemeente.
De onderstaande kaart toont de ligging van L'Aigle met de belangrijkste infrastructuur en aangrenzende gemeenten.

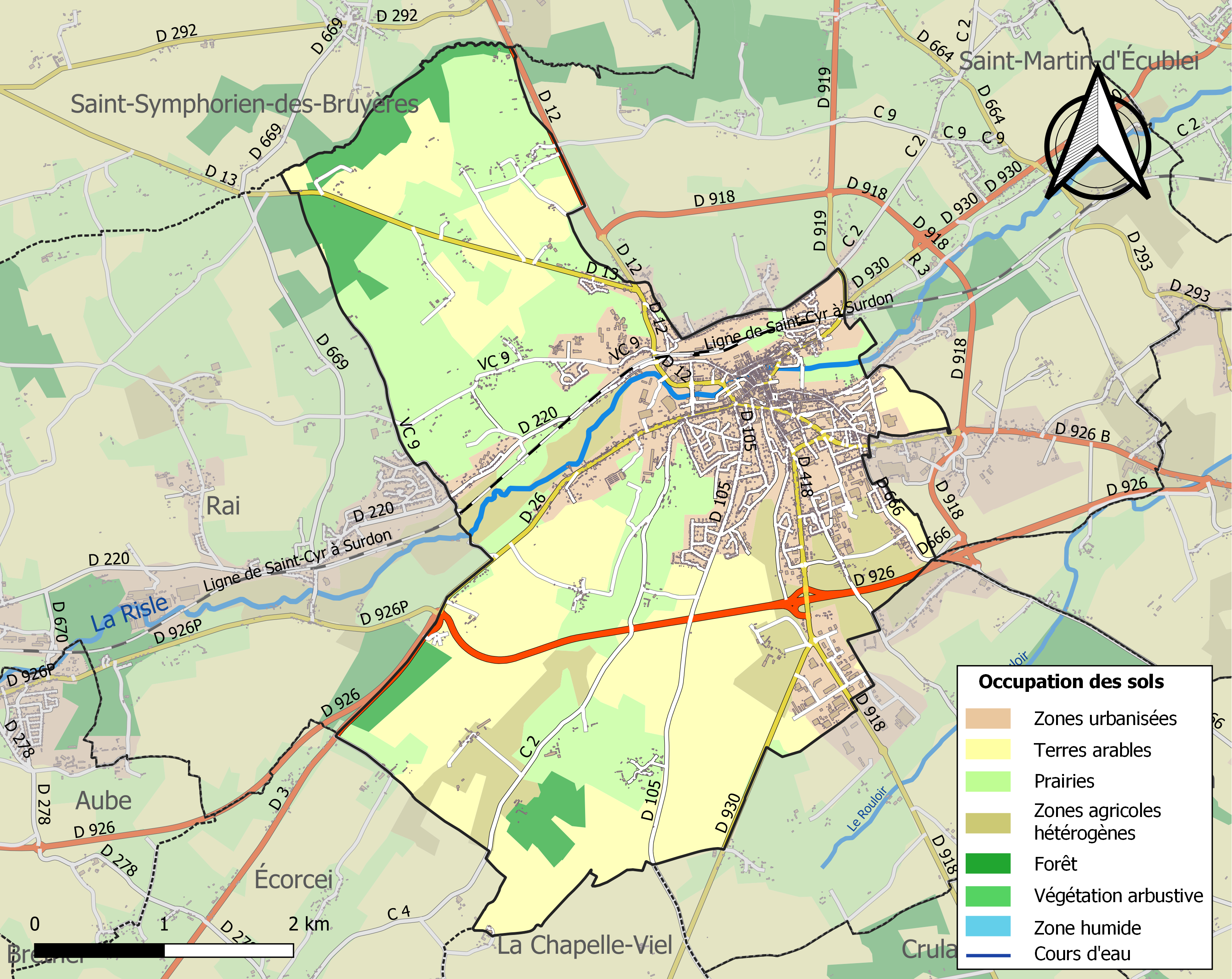

## Verkeer en vervoer
In de gemeente ligt spoorwegstation L'Aigle.

## Demografie
Onderstaande figuur toont het verloop van het inwonertal (bron: INSEE-tellingen).

## Bezienswaardigheden
Bezienswaardigheden zijn het kasteel van L'Aigle (17e en 18e eeuw), nu gemeentehuis, en de kerken Saint-Martin (oudste delen uit de 11e eeuw), Saint-Jean en Saint-Barthélémy.

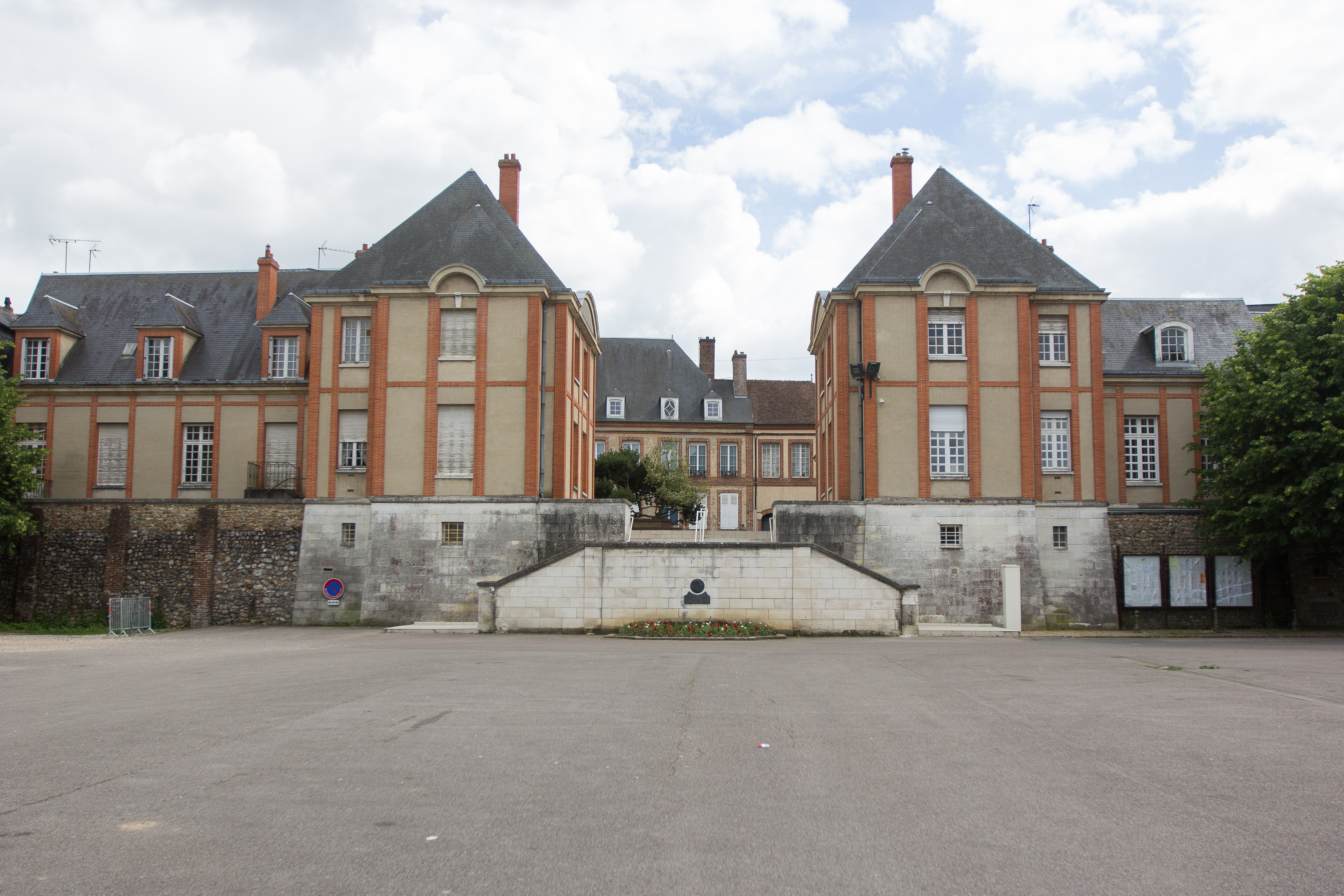
Kasteel/gemeentehuis
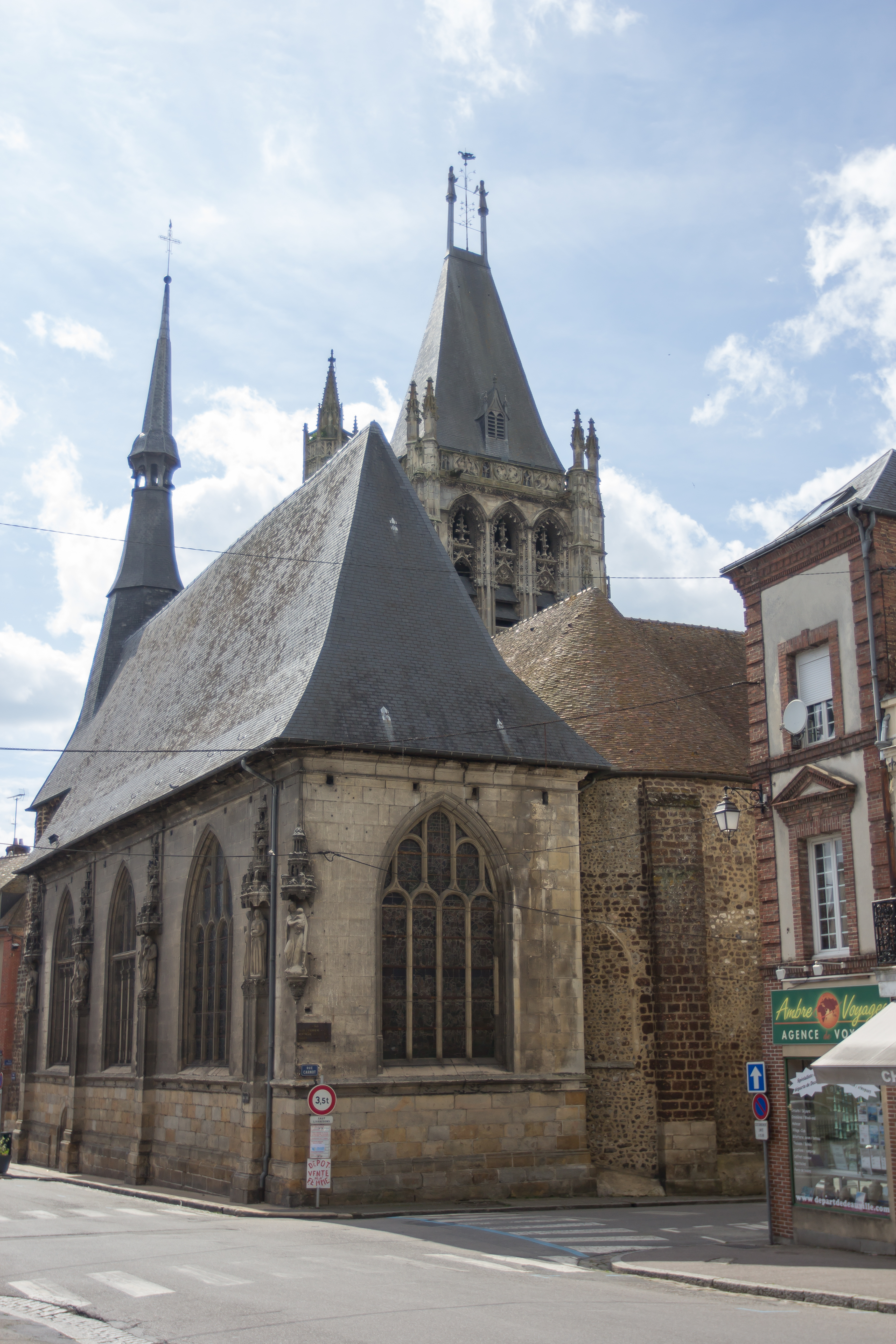
Kerk Saint-Martin, de oudste parochiekerk
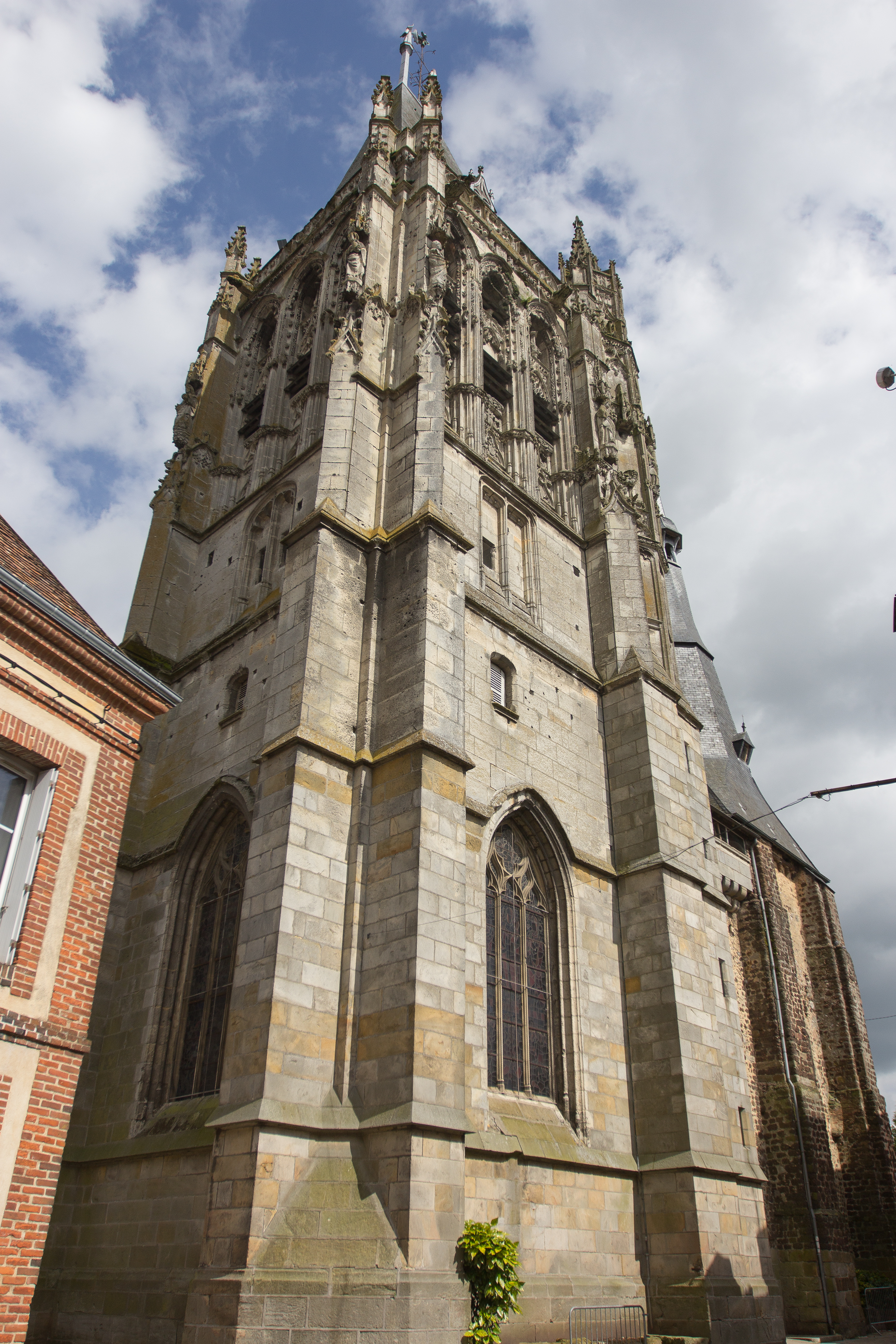
Toren van de Saint-Martin
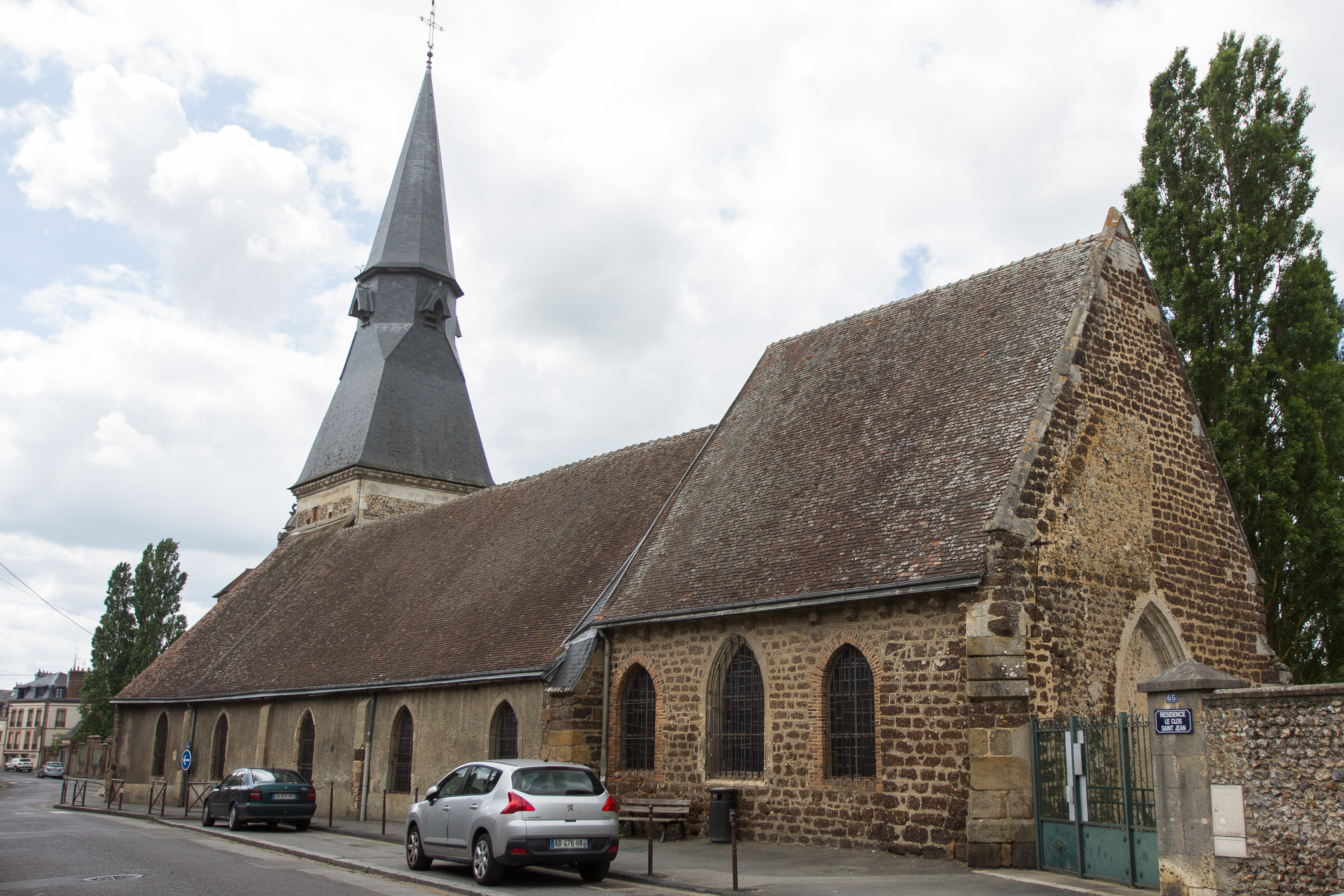
Kerk Saint-Jean, parochiekerk sinds 1350
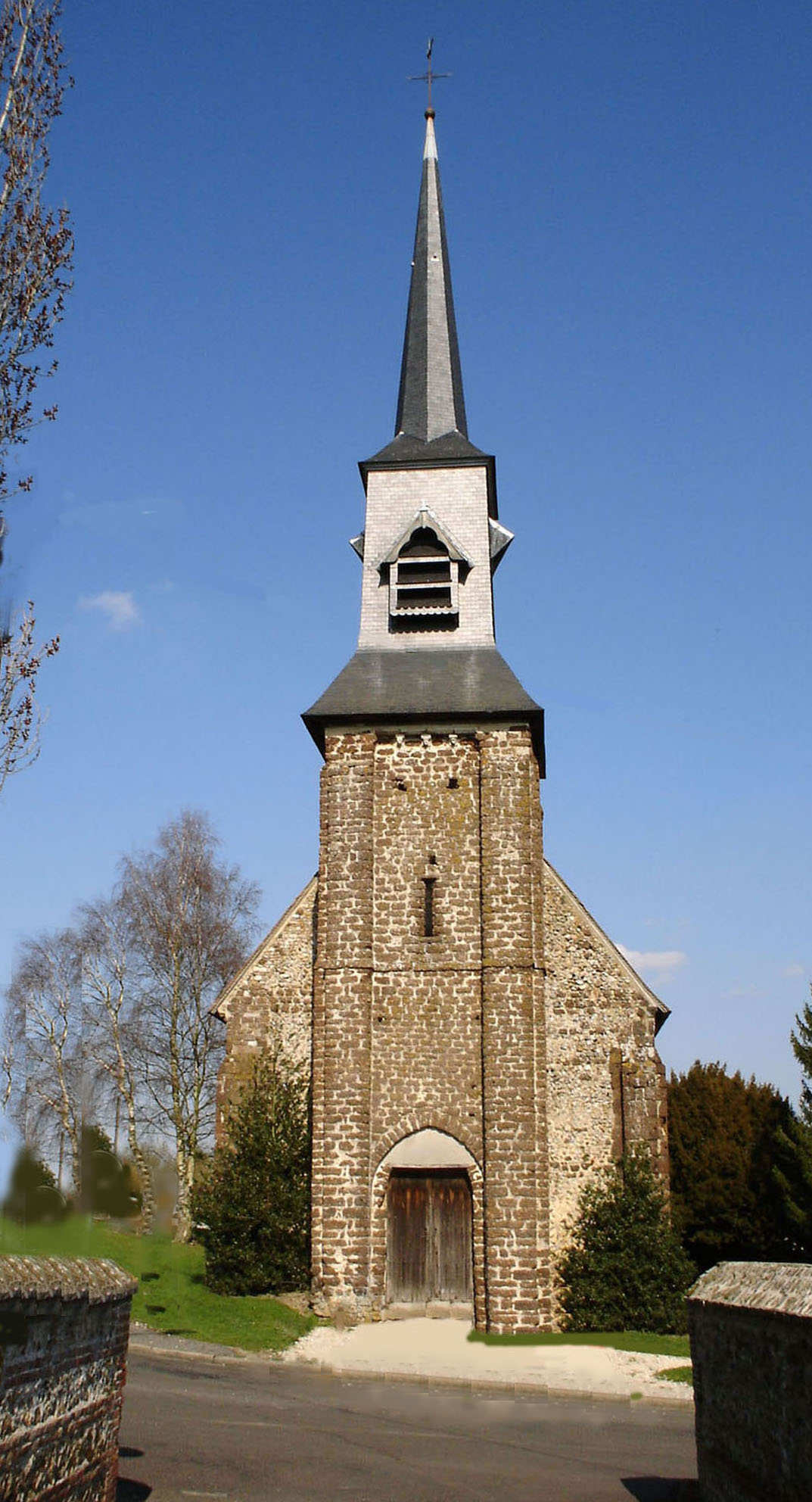
Kerk Saint-Barthélémy, oorspronkelijk een kloosterkapel
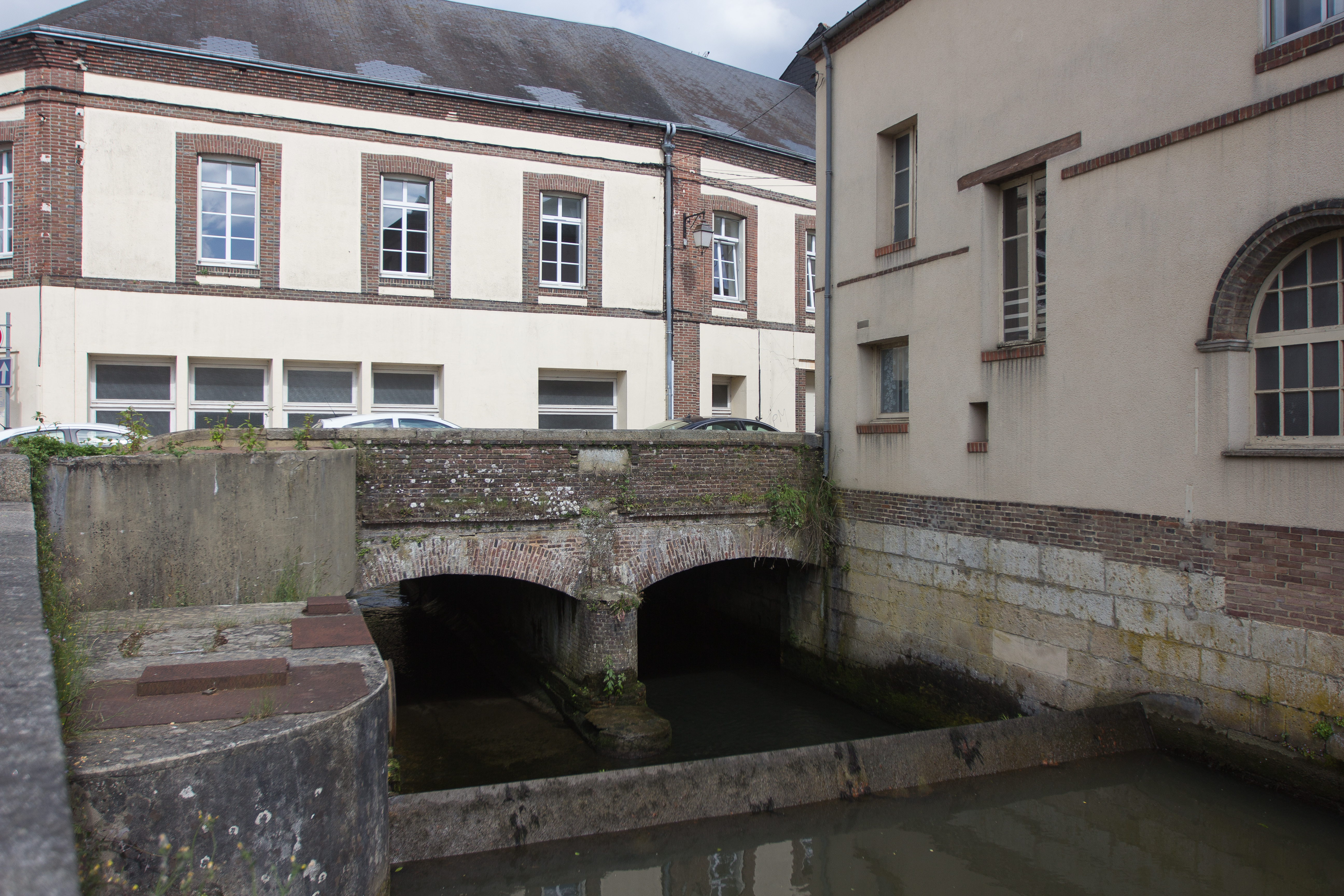
De Risle

## Geboren
- Charles Simon Catel (10 juni 1773), componist, muziekpedagoog, dirigent en professor in muziek